# Doxy (Italiaans platenlabel)
Doxy is een Italiaans platenlabel, dat eerder uitgekomen albums opnieuw op vinyl-langspeelplaten uitbrengt (180 grams lp). Ook worden deze opnames op MP3-formaat aangeboden. Het gaat hier om jazz-platen, blues, folk, country en rockmuziek.
Artiesten die op Doxy opnieuw uitkwamen zijn onder meer:
jazz: Miles Davis, Charles Mingus, John Coltrane, Billie Holiday, Ben Webster, Chet Baker, Modern Jazz Quartet, Sun Ra, Lennie Tristano
blues: Muddy Waters, John Lee Hooker, Lightnin' Hopkins, Willie Dixon, J.B. Lenoir
country: Hank Williams, Johnny Cash, Robert Johnson
rock: Elvis Presley, Buddy Holly, Eddie Cochran, the Crickets